# Pfaffendorf (Altenkunstadt)
Pfaffendorf ist ein Dorf und ein Gemeindeteil der Gemeinde Altenkunstadt im oberfränkischen Landkreis Lichtenfels.

## Geografische Lage
Pfaffendorf liegt südlich des Ufers des Kapellenbaches, im Tal der grauen Mönche, auf 299 bis 328 m ü. NN. Die amtliche Höhe wird mit 305 m ü. NN angegeben. Unmittelbar nördlich und südlich des Dorfes befinden sich der Külmitz (437,8 m ü. NHN) und der Kordigast. Der Stadtkern von Altenkunstadt liegt etwa einen Kilometer östlich.

## Geschichte
Wann Pfaffendorf gegründet wurde, ist nicht bekannt. Erstmals schriftlich erwähnt wurde der Ort in der zweiten Hälfte des 11. Jahrhunderts in einer Schenkungsurkunde der  Konversin Acela von Schweinfurt für das Hochstift Bamberg. Etwa 1000 Meter südsüdöstlich des Ortes befindet sich auf einem Sporn des Großen Kordigast der mittelalterliche Burgstall Pfaffendorf.
Die Filialkirche St. Georg etwa 600 Meter östlich außerhalb des Dorfes in Kapelle wurde Anfang des 18. Jahrhunderts errichtet. Das Patrozinium der einstigen Wallfahrtskirche wechselte von Zum heiligen Grab zu St. Georg.
1801 gehörte Pfaffendorf zu Weismain und zahlte dorthin auch den Zehnt und andere Steuern. Kirchlich unterstand es dem Kloster Langheim, das auch die Lehens- und Vogtei-, Dorf- und Gemeindeherrschaft besaß.
Von 1818 bis 1971 bildete Pfaffendorf zusammen mit seinen Gemeindeteilen Bernreuth, Giechkröttendorf, Kapelle, dem Standort der Pfaffendorfer Kirche und des Schulhauses, und dem Berghaus am Kordigast eine Gemeinde. Im Zuge Gemeindegebietsreform wurde der Ort am 1. Januar 1972 auf die Gemeinden Altenkunstadt und Weismain aufgeteilt.

### Einwohnerentwicklung
Die Tabelle gibt die Einwohnerentwicklung Pfaffendorfs wieder.
| Jahr | Einwohner | Anwesen | Quelle: |
| ---- | --------- | ------- | ------- |
| 1818 | ca. 110   | 20      | [ 5 ]   |
| 1950 | 100       |         | [ 1 ]   |
| 1961 | 131       |         | [ 7 ]   |
| 1970 | 119       |         | [ 7 ]   |
| 1977 | 103       |         | [ 1 ]   |
| 1987 | 132       |         | [ 8 ]   |
| 2005 | 150       |         | [ 1 ]   |
| 2010 | 143       |         | [ 9 ]   |
| 2011 | 149       |         | [ 10 ]  |
| 2012 | 147       |         | [ 11 ]  |
| 2013 | 144       |         | [ 12 ]  |

## Religion
Von den 144 Einwohnern waren im Juli 2013 ca. 85 % (123) römisch-katholisch, ca. 13 % (18) evangelisch und ca. 2 % (3) andersgläubig bzw. konfessionslos.